# Amr Mahmoud
Amr Mahmoud (né le 11 octobre 1986) est un coureur cycliste égyptien.

## Biographie
En 2008, à 21 ans il remporte la deuxième édition du Grand Prix de Sharm el-Sheikh. C'est sa première victoire sur le calendrier UCI.

## Palmarès
- 2007
  - 3e du championnat d'Égypte du contre-la-montre
  - 3e du championnat d'Égypte sur route
- 2008
  - Grand Prix de Sharm el-Sheikh
- 2009
  - 2e du Tour d'Égypte
  - 3e du Tour du Sénégal

## Classements mondiaux
| Année           | 2007 | 2008 | 2008 |
| --------------- | ---- | ---- | ---- |
| UCI Africa Tour | 68e  | 41e  | 21e  |